# Long Harbour-Mount Arlington Heights
Long Harbour-Mount Arlington Heights est une municipalité, située sur l'Île de Terre-Neuve, dans la province de Terre-Neuve-et-Labrador, au Canada. 